# Roman Danak
Roman Danak (Tryńcza, 1935 – 1994) was een Pools filoloog, journalist, vertaler en sciencefictionschrijver.

## Levensloop
In 1958 studeerde hij af in Oriëntaalse studies aan de Jagiellonische Universiteit; zijn specialisatie was Iraanse talen. Daarna begon hij te werken bij Alma-Radio, letterlijk Voedende Radio, een radiostation in een studentenhuis. In de tweede helft van de jaren zestig werkte hij in het radiostation van Miasteczko Studencki (Studentenstad) in Krakau, op de redactie van Echo Krakowa en in het Poolse radio-omroepstation in Krakau.

## Werken
Zijn literaire debuut was Zeven Banale Vertellingen, gepubliceerd in Życie Literackie (Literair Leven) in 1961. Als auteur van sciencefiction creëerde hij samen met Zbigniew Dworak het hoorspel Temida (Themis), uitgezonden in 1967 door de Poolse radio-omroep in Krakau en een jaar later gepubliceerd (onder het pseudoniem Zbigniew Skawski) in "Młody Technik" (jonge techniek) nummer 8. Sommige van zijn verhalen zijn geschreven onder het pseudoniem Zbigniew Skawski. Zijn teksten werden vertaald in het Hongaars, Russisch, Tsjechisch en Esperanto. In 1977 werd een verzameling korte verhalen van Jan Sprawwa, Power over Matter van Danak en Dworak gepubliceerd. 
- International Standard Name Identifier: 0000 0001 0989 7043
- Library of Congress Control Number: nr99021361
- Virtual International Authority File: 76237307
- WorldCat: E39PBJt8g7C7wC77qQMfMWjcT3